# 鹿児島県道220号寺山公園線
鹿児島県道220号寺山公園線（かごしまけんどう220ごう てらやまこうえんせん）は、鹿児島県鹿児島市を通る一般県道である。

## 概要
鹿児島県鹿児島市吉野町から鹿児島市川上町を結ぶ。

### 路線データ
- 起点：鹿児島県鹿児島市吉野町（寺山公園、鹿児島県道215号吉野公園線起点）
- 終点：鹿児島県鹿児島市川上町（川上町上花棚交差点、鹿児島県道16号鹿児島吉田線交点）

## 歴史
- 1979年（昭和54年）4月2日 - 鹿児島県告示445号により認定[1]。

## 路線状況

### 重複区間
- 鹿児島県道215号吉野公園線（鹿児島市吉野町）

## 地理

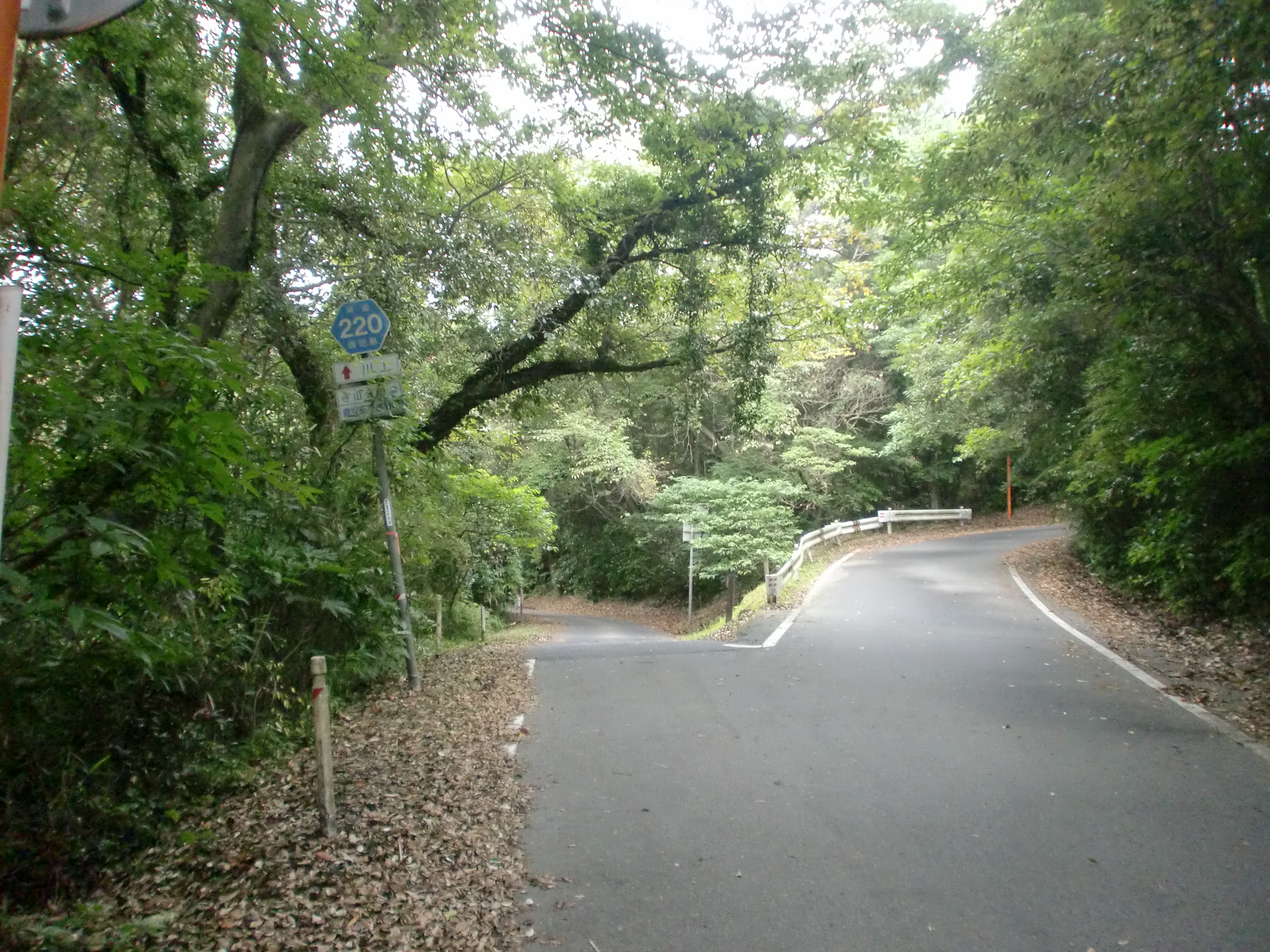
起点（画像左方向）

### 通過する自治体
- 鹿児島市

### 交差する道路
| 交差する道路                           | 交差する場所 | 交差する場所              |
| -------------------------------------- | ------------ | ------------------------- |
| 鹿児島県道215号吉野公園線 重複区間起点 | 吉野町       | 起点                      |
| 鹿児島県道215号吉野公園線 重複区間終点 | 吉野町       |                           |
| 鹿児島県道16号鹿児島吉田線             | 川上町       | 川上町上花棚交差点 / 終点 |

### 沿線
- 鹿児島県立吉野公園